# لیونل رابینز
لیونل چارلز رابینز، بارون رابینز (به انگلیسی: Lionel Charles Robbins, Baron Robbins) وی اقتصاددانی بود که توانسته‌است یکی از مشهورترین و مقبول‌ترین و عام‌ترین تعاریف دربارهٔ علم اقتصاد را در سال ۱۹۳۲ ارائه نماید. تعریف همان تعریفی است که اغلب در کلاسهای اقتصاد شنیده‌ایم ولی هیچگاه نام نویسنده را به ما نگفته‌اند.
رابینز در مقاله مشهور خود تحت عنوان "مقاله‌ای دربارهٔ طبیعت و معنای علم اقتصاد "تعریف جدیدی را از علم اقتصاد ارائه می‌کند:
اقتصاد علمی است که به مطالعه رفتار انسان به عنوان رابطه‌ای میان اهداف و منابع کمیاب می‌پردازد که می‌توان به روشهای مختلفی از آنها استفاده نمود.
در حقیقت رابینز معتقد بود رفاه مادی قادر نیست تمام مسائلی را که اقتصاد دانان با آن مواجهند توضیح دهد. برای مثال مقوله انتخاب کار به جای فراغت به همان اندازه که با رفاه مادی در ارتباط است به رفاه غیرمادی نیز مربوط می‌شود. بدین ترتیب رابینز اظهار می‌دارد تعریف مناسب از علم اقتصاد به جای تفکیک امور مادی از غیر مادی باید به مسئله کمیابی منابع بپردازد. منابعی که برای برآورده شدن نیازهای بشری به میدان کشیده می‌شوند.
با توجه به تعریفی که رابینز ارائه می‌دهد منابع مختلف زمانی اقتصادی تلقی می‌شوند که کمیاب باشند. برای مثال عرضه آب و هوی پاک پیش از این- یعنی تا زمانی که این دو ماده در حکم منابعی لامتناهی تلقی می‌شدند- موضوعی اقتصادی نبود، ولی اکنون که ما ناگزیر در اندیشه تخصیص منابع کمیاب آب و هوای پاک هستیم رنگ اقتصادی به خود گرفته‌است. با این تعریف اقتصاد به عرصه‌هایی کشیده می‌شود که به‌طور سنتی غیر اقتصادی تلقی می‌شده ند، مانند روابط خانوادگی